# YMCK
YMCK es un grupo musical japonés especializado en la música de 8-bits o chiptunes. Está formado por Midori Kurihara (vocalista), Tomoyuki Nakamura (producción, letras y música) y Takeshi Yokemura (videos musicales y arreglos)
El grupo hace música y composiciones pop basándose exclusivamente en sonidos chiptune. Además de recoger sonidos de videojuegos de esa generación, tomándolos de consolas como la NES o Master System, posee un instrumento de su propia creación para generar nuevos sonidos llamado Magical 8bit plug. Según el grupo, su música es un homenaje a los videojuegos de esa época.

## Historia
El grupo nace en 2003 cuando Midori conoce a los otros 2 miembros. Ese mismo año el grupo lanzará su primera maqueta, de nombre Family, que contenía 6 temas, y que cuelga en su web. El grupo logra llamar la atención de algunos críticos musicales y firmaría ese mismo año con el sello independiente Usagi-Chang Records. En 2004 lanzan su álbum de debut llamado Family Music, del cual venden más de 25.000 copias. Ese mismo año sucede el primer concierto internacional del grupo, durante el festival Microdisko celebrado en Estocolmo, Suecia.
En 2005 lanzarían su segundo disco, Family Racing, bajo el mismo sello discográfico. En ese disco, además de los sonidos tomados de videojuegos originales, el grupo crea los suyos propios a partir de un software sintetizador de creación propia llamado Magical 8bit plug, que puede descargarse desde la propia web del grupo de forma gratuita. Asimismo el grupo comenzaría a actuar en algunos festivales de electrónica internacionales en Asia.
A finales de 2007 YMCK logra firmar con la discográfica multinacional Avex Trax y en enero de 2008 lanzaron su tercer álbum, de nombre Family Genesis. Dicho álbum se puso a la venta para Estados Unidos a través del servicio iTunes en marzo del mismo año.

## Discografía

### Álbumes
| Título                              | Detalles | Lista de canciones |
| ----------------------------------- | --- | --- |
| Family Music                        | - Lanzamiento: 3 de noviembre de 2004 - Discográfica: Usagi-Chang Records - Formatos: CD, descarga digital, streaming  | Ver listaFanfare Magical 8bit Tour Pastel Candy wa Akuma no Sasayaki Darling POW * POW Interlude S!O!C!O!P!O!G!O!G!O! (YMCK Version) Synchronicity Tetrominon ~From Russia with Blocks~ John Coltrane wa Kaitenmokuba no Yume wo Miru ka Yellow, Magenta, Cyan and Black (YMCK no Theme) Your Quest is Over |
| Family Racing                       | - Lanzamiento: 21 de diciembre de 2005 - Discográfica: Usagi-Chang Records - Formatos: CD, descarga digital, streaming | Ver listaFamily Racing Panic Racer 005 Go YMCK, Go! Come on! Swing All Stars. Rock'n Roll Rendezvous (feat. Takahashi Mējin) Sakana no Mabataki Milky Blue ~Fushigi no Kuni no Riddle~ Kira * Kira |
| Family Genesis                      | - Lanzamiento: 16 de enero de 2008 - Discográfica: Avex Trax - Formatos: CD, descarga digital, streaming               | Ver listaPrologue Sabita Tobira no Dai 8 Tengoku Pleiades Starlight Izukata no Fue Carving the Rock Future Invasion Rain System Reboot Floor 99 Major Swing 8ban-me no Niji Jidai Okure no Sora Finale ~Welcome to the 8bit World~                                                                          |
| YMCK Songbook 〜songs before 8bit〜 | - Lanzamiento: 24 de septiembre de 2008 - Discográfica: Avex Trax - Formatos: CD, descarga digital, streaming          | Ver listaYume no Naka e Bokutachi no Shippai Ningen Nante Kasa ga Nai Shunka Shuto Manzoku Dekiru kana Kotoba ni Dekinai Jinsei o Katarazu Maru de Shojikimono no Yō ni |
| Family Cooking                      | - Lanzamiento: 21 de enero de 2009 - Discográfica: Avex Trax - Formatos: CD, descarga digital, streaming               | Ver listaOmocha no Heitai no March Curry da yo! Sarada Shabadaba Mitsuboshi Chef no Uta Gourmet na Aitsu Fuwafuwa Tamago no Omurice Kaerimichi, Bangohan Wonderful Chocolate Ban Ban Cooking |
| Family Days                         | - Lanzamiento: 2 de octubre de 2013 - Discográfica: Not Records - Formatos: CD, descarga digital, streaming            | Ver listaYozora wa Machi no Sakarai ga Taki Unmei no Naka Mirai no Natsumero Dot no Hibi Neko ni Kakomarete Kurashitai Sasetsushite Usetsushite Mata Arukidasu Tame ni |
| Family Dancing                      | - Lanzamiento: 24 de junio de 2015 - Discográfica: Not Records - Formatos: CD, descarga digital, streaming             | Ver listaLos Colores de la Vida Neo Identity Disko Kitsch (YMCK Version) Time Bomb Perfect Device 52 Futures Unity You Can Be a Star |
| Family Swing                        | - Lanzamiento: 18 de enero de 2017 - Discográfica: Not Records - Formatos: CD, descarga digital, streaming             | Ver listaRetrojuego Kōkoku Kokka Kagayaki yo Watashi no Te ni (Kaito YMCK no Theme) Emerald no Tact Ye-ye Daisakusen Tea Time Thrill me (Kaito Swingers no Theme) Aishuu no Swingers Dotabata Car Chase Detarame Parade Watashi wo Matsu Sekai Akirame no Warui Swingers Ongaku no Oto                      |
| Family Circus                       | - Lanzamiento: 28 de octubre de 2019 - Discográfica: Not Records - Formatos: CD, descarga digital, streaming           | Ver listaCircus e Yōkoso We're the Circus Himitsu no Show Time Meikyuu Pierrot Millionaire-tachi no Takawarai Yume Wild Wild Caravan Family Circus no Theme Floor 99 (Soichi Terada House Remix) You Can Be a Star (PASOCOM MUSIC CLUB Go Go General MIDI Remix)                                            |
| Family Innovation                   | - Lanzamiento: 30 de septiembre de 2022 - Discográfica: Not Records - Formatos: CD, descarga digital, streaming        | Ver listaYoake Convenient Global Innovation Yuugure no Chime Retro Revival Ichioku-bun no Ichi Ooinaru "1" Hikōki Kumo no Photograph Retro Revival (YMCK Rock Rearranged) Ichioku-bun no Ichi (YMCK Piano & Strings Rearranged) Hikōki Kumo no Photograph (YMCK City Pop Rearranged)                        |

### Extended plays
| Título              | Detalles | Lista de canciones |
| ------------------- | --- | --- |
| Down Town           | - Split con DE DE MOUSE - Lanzamiento: 24 de septiembre de 2008 - Discográfica: Avex Trax - Formatos: CD, descarga digital, streaming | Ver listaDown Town (YMCK) Rouge no Dengon (DE DE MOUSE) Beautiful Name (YMCK) Metropolitan Bijutsukan (DE DE MOUSE) Kaze wo Atsumete (YMCK) Down Town (DE DE MOUSE)                           |
| Magical Galaxy Tour | - Lanzamiento: 14 de abril de 2018 - Discográfica: Not Records - Formatos: CD, descarga digital, streaming                            | Ver listaUchuu wo Sadameru Hōsoku no Kanata Synchronicity (Magical Galaxy Tour Mix) Pleiades (Magical Galaxy Tour Mix) Rain (Magical Galaxy Tour Mix) Les Étoiles Unspeakable Miracle Gravity |

El título de todos los álbumes y EPs están estilizados en mayúsculas.
En la versión internacional de Family Racing, la pista 1 se titula "Opening".

### Sencillos
- Sakasama Tokyo (2013)
- Game Over (2016, con Stamp)
- Neko Nadetai (2020)
- Oshiete Hokusai! (2021, con Kami Suzuki Brothers (P.O.P))
- Ping Pong! (2021, con CHAI)
- Warai Au Toki (2022, con MCU)